# Abrictosaurus
Abrictosaurus, que literalmente significa "lagarto vigilante", é um pequeno dinossauro bípede carnívoro ou omnívoro que viveu em África durante o período Jurássico. Atingia 1,2 metros de comprimento e pesava 45 quilos.
Só foram encontrados dois fósseis deste dinossauro preservados em dunas e em terrenos semiáridos com alguma precipitação.

## Descrição
Os cientistas reconheceram o Abrictosaurus pelos fragmentos do crânio. Alguns deles acreditam que o Abrictosaurus era na verdade uma fêmea de heterodontossauro por ter os dentes similares a ele.
Os Abrictosaurus viveram durante o período Jurássico Inferior, ocupando a Terra entre 199-196 milhões de anos, no continente africano. Alcançavam 1,2 metros de comprimento e pesavam 45 quilos.
O Abrictosaurus pertence à família Heterodontosauridae.[carece de fontes?]
Acredita-se que esses dinossauros eram onívoros ou herbívoros. Seus dentes eram grandes e caniniformes (forma de dente canino), cada um medindo, aproximadamente, 10 cm na mandíbula superior e 18 cm na inferior.
Restos de Abrictosaurus foram encontrados em Lesoto e na África do Sul. O primeiro crânio foi encontrado em 1974 e descrito por Richard Thulborn. Já, em 1975, o segundo crânio foi encontrado e descrito por James Hopson.
Com base na presença de presas primitivas no Abrictosaurus, acredita-se que está espécie possuía dimorfismo sexual, ou seja, quando é possível diferenciar macho e fêmea pela aparência externa.[carece de fontes?]
Os Heterodontossauros eram pequenos e bem conhecidos pelos seus caninos grandes tipo presas (chamados de caniniformes) em ambas as mandíbulas.[carece de fontes?]